# 庫克香檳
庫克香檳（英語：Champagne Krug），由德國人約翰·約瑟夫·克魯格於1843年創立，是知名的法國香檳品牌，總部設於法國香檳區蘭斯市，現為酩悅·軒尼詩－路易·威登集團擁有。
酒廠擁有20公頃的土地，主要種植莎當妮、黑皮諾及皮諾莫尼耶三種葡萄。主要的產品Grande Cuvée NV為特級（Grand Cru）的香檳。其他產品包括玫瑰香檳和單一葡萄園釀製的系列。